# Limbangan (Kutasari)
Limbangan is een bestuurslaag in het regentschap Purbalingga van de provincie Midden-Java, Indonesië. Limbangan telt 3671 inwoners (volkstelling 2010).